# Backbeat (film)
Backbeat är en brittisk-tysk dramafilm från 1994 i regi av Iain Softley. Filmen handlar om The Beatles år i Hamburg, Tyskland. Den är huvudsakligen inriktad på förhållandet mellan Stuart Sutcliffe (spelad av Stephen Dorff) och John Lennon (spelad av Ian Hart) och även om Sutcliffes tyska flickvän Astrid Kirchherr (spelad av Sheryl Lee).

## Rollista i urval
- Sheryl Lee - Astrid Kirchherr
- Stephen Dorff - Stuart Sutcliffe
- Ian Hart - John Lennon
- Gary Bakewell - Paul McCartney
- Chris O'Neill - George Harrison
- Paul Duckworth - Ringo Starr
- Scot Williams - Pete Best
- Kai Wiesinger - Klaus Voormann
- Jennifer Ehle - Cynthia Powell
- Wolf Kahler - Bert Kaempfert
- James Doherty - Tony Sheridan